# Benin City Challenger 1986
Il Benin City Challenger 1986 è stato un torneo di tennis facente parte della categoria ATP Challenger Series nell'ambito dell'ATP Challenger Series 1986. Il torneo si è giocato a Benin City in Nigeria dal 10 al 16 febbraio 1986 su campi in cemento.

## Vincitori

### Singolare
Olli Rahnasto ha battuto in finale  Nduka Odizor con il punteggio di 7–6, 6–7, 6–3

### Doppio
Rick Rudeen /  Todd Witsken hanno battuto in finale  José Manuel Clavet /  Juan Antonio Rodríguez con il punteggio di 7–6, 6–3